# Sune Bergström
Karl Sune Detlof Bergström (10. ledna 1916 Stockholm – 15. srpna 2004 Stockholm) byl švédský biochemik, nositel Nobelovy ceny za fyziologii a lékařství za rok 1982; spolu s ním cenu dostali Bengt I. Samuelsson a John R. Vane. Cena byla udělena za výzkum prostaglandinů a příbuzných látek. Od roku 1975 byl Bergström členem správní rady Nobelových cen.